# کوسوینه
کوسوینه (به ایتالیایی: Cossoine) یک کومونه در ایتالیا است که در استان ساساری واقع شده‌است.

## خصوصیات
کوسوینه ۳۸٫۸ کیلومترمربع مساحت و ۹۵۹ نفر جمعیت دارد و ۵۲۹ متر بالاتر از سطح دریا واقع شده‌است.